# Via Arbat
Via Arbat, detta anche solo Arbat (in russo ), è una strada pedonale lunga circa un chilometro nel centro storico di Mosca.

## Storia
L'Arbat esiste almeno dal XV secolo e costituisce il cuore del quartiere Arbat. Originariamente la strada faceva parte di un importante percorso commerciale ed era abitata da un gran numero di artigiani. Nel XVIII secolo l'Arbat era considerata dai nobili russi come la zona residenziale più prestigiosa di Mosca. La strada venne quasi completamente distrutta dall'incendio del 1812 durante l'occupazione napoleonica e dovette essere ricostruita. 
Nel XIX secolo ed agli inizi del XX secolo divenne nota come il luogo in cui vivevano piccola nobiltà, artisti e accademici mentre nel periodo sovietico fu abitata da molti funzionari governativi.
Oggi la strada e i suoi dintorni sono in fase di gentrificazione. A causa dei numerosi edifici storici e dei numerosi artisti che hanno vissuto e lavorato nella strada, l'Arbat è anche un'importante attrazione turistica.

## Localizzazione e percorso
L'Arbat si trova nel centro storico di Mosca e comincia da piazza Arbatskaja (in russo Арбатская площадь?), 800 metri ad ovest delle mura del Cremlino e punto di incontro tra l'anello dei Boulevard e via Vozdviženka (in russo Улица Воздвиженка?). La parte di questa piazza adiacente all'Arbat è chiamata piazza delle Porte dell'Arbat (in russo Арбатские Ворота?), in quanto vi si trovava una delle dieci porte delle mura della città vecchia e che seguivano il percorso dell'attuale Anello dei Boulevard.
Da questo punto l'Arbat va a sud-ovest, con una dozzina di strade laterali che si diramano, e termina in piazza Smolenskaja (in russo Смоленская площадь?), che si interseca con l'anello dei giardini. Proseguendo dall'Arbat in direzione ovest vi è via Smolenskaja (in russo Смоленская улица?).

## Attrazioni
Dal 1986, l'Arbat è costellata di caratteristiche lanterne stradali. Ha parecchie statue di rilievo, tra cui una dedicata alla principessa Turandot di fronte al Teatro Vachtangov ed un'altra al poeta e cantante folk sovietico Bulat Okudžava, che ha scritto diverse canzoni sull'Arbat. Nell'Arbat c'è il quartier generale della società petrolifera TNK-BP, all'inizio della strada. Ospita inoltre numerosi ristoranti (tra cui l'Hard Rock Cafe), molti dei quali sono più cari rispetto a quelli di altre zone della città, in quanto indirizzati ai visitatori di Mosca. Ci sono anche alcuni ristoranti e caffè che si rivolgono ai lavoratori e alla classe media, ad esempio Kruzhka, Praim, e Mu-Mu.